# Same Love
«Same Love» —en español: «Mismo Amor»— es el cuarto sencillo lanzado por el rapero Macklemore para su álbum de estudio The Heist. La canción, producida por Ryan Lewis, cuenta con la participación vocal de la cantautora Mary Lambert y habla a favor de la legalización del matrimonio entre personas del mismo sexo, así como de un cambio personal para una sociedad más tolerante. Fue grabada durante la campaña del "Referendum 74 de Washington", que una vez aprobado en 2012, legalizó el matrimonio entre personas del mismo sexo en el Estado de Washington. La canción alcanzó la posición número 11 del Billboard Hot 100 en los Estados Unidos y la número 1 en Nueva Zelanda y Australia.
La portada artística para la canción muestra una fotografía del tío de Macklemore, John Haggerty, a quien menciona en la canción; y a su pareja, Sean.
La canción fue presentada como parte de la Semana del Orgullo de YouTube.

## Composición
"Same Love" fue escrita en apoyo a la legalización del matrimonio entre personas del mismo sexo, particularmente para hacer campaña a la aprobación del Referendum 74 del Estado de Washington, que dio el sí definitivo al proyecto del ley de febrero del 2012 para la legalización del matrimonio igualitario en ese Estado.
Macklemore explicó que la canción también da a relucir su frustración sobre la posición del hip hop en cuanto a la homosexualidad: "La misoginia y la homofobia son dos recursos aceptables de opresión en la cultura hip hop. Es el 2012. Eso tiene que ser algo de responsabilidad. Yo creo que como sociedad estamos evolucionando y creo que el Hip Hop siempre ha sido una representación de lo que está pasando en el mundo justo ahora."
La canción tiene un sample de la canción "People Get Ready" de The Impressions.

## Recepción
Gary Nunn de The Guardian dijo que la canción era "un largo llanto desde los pulmones que usualmente pone el interés comercial primero, unas tenues coplas rimadas de segundo y la conmoción al final." El crítico Robert Christgau lo colocó en la séptima posición de su lista anual de los mejores sencillos, del 2012.
"Same Love" se convirtió en la primera canción que promueve y celebra el matrimonio igualitario en alcanzar el Top 40 en los Estados Unidos.

## Video musical
El video musical de "Same Love", dirigido por Ryan Lewis y Jon Jon Augustavo y producido por Tricia Davis, debutó en el canal de Lewis en Youtube el 2 de octubre de 2012, acumulando la cantidad de 350 mil visitas en las primeras 24 horas, y ya para septiembre de 2013 tenía más de 74 millones de visitas. 
El video muestra la vida de una persona homosexual desde su nacimiento, mostrando los sentimientos de soledad y tristeza que lo acompañaron durante su adolescencia, pasando por su enamoramiento y convivencia con su pareja, con la cual contrae matrimonio hasta que ambos llegan juntos a la vejez. En este se representan los conflictos sociales que enfrentan muchos homosexuales a lo largo de su vida, tales como la homofobia expresada en público, el rechazo familiar o el ocultar la propia orientación sexual. La boda de la pareja fue filmada en la Iglesia Cristiana de Todos los Peregrinos en Seattle. Macklemore hace un cameo mudo en el video. 
En la descripción del video se encuentra un enlace a la página Music4Marriage.org, una iniciativa para fomentar un apoyo musical al Referendum 74, que se disolvió después de que tuvo éxito.
El video recibió el premio MTV al Mejor Video con un Mensaje Social en 2013.

## Interpretaciones en vivo
El 30 de octubre de 2012, Macklemore, Ryan Lewis y Mary Lambert interpretaron esta canción en The Ellen DeGeneres Show. Macklemore fue parte también de la campaña "Music Matters" (La música importa) de Black Entertainment Television.
También se presentaron en vivo en The Colbert Report del canal Comedy Central el 1 de mayo de 2013.
Fue interpretado por el Coro de Hombres Gays de Los Ángeles en los Premios Do Something.
Apareció en el episodio número 10 de la primera temporada del drama de ABC Family, The Fosters, el 5 de agosto de 2013. En este episodio, Stefanie y Lena, una pareja de lesbianas, comparten el primer baile de su boda al compás de  "Same Love".
Se interpretó nuevamente en The Ellen DeGeneres Show el 16 de agosto de 2013.
Y se interpretó en vivo en los MTV Video Music Awards el 15 de agosto de 2013 con Jennifer Hudson acompañando a Macklemore, Lewis y Lambert en el escenario.
Pero sin duda alguna, la presentación en vivo más emblemática de esta canción, fue la que realizaron el 26 de enero de 2014 en la edición número 56 de los Premios Grammy. Donde interpretaron la canción junto a Mary Lambert. Fueron presentados por la conductora de televisión Queen Latifah, quien, antes de terminar la canción, apareció para unir legalmente en matrimonio a 33 parejas presentes en la ceremonia, de diferentes nacionalidades, inclinaciones, raza o etnia. Y mientras esto sucedía, apareció Madonna en el escenario para interpretar el coro de su canción Open Your Heart, justo antes de interpretar junto a Lambert las últimas líneas de la canción, y finalizó con los 5 protagonistas de la emotiva presentación, haciendo reverencia al público y agradeciendo.

## Éxito
La canción fue lanzada el 18 de julio de 2012 y entró a la lista Billboard Hot 100 la semana del 7 de febrero de 2013 en la posición #99. Llegó a la posición #11 la semana del 8 de agosto de 2012 y todavía sigue en la lista en la posición #12 (en la semana del 14 de septiembre de 2013).

En las Listas de Rap de Estados Unidos "Same Love" se posiciona ente los primeros lugares, llegando a al número 2 el 11 de julio de 2013, con lo que sumaron 3 canciones suyas posicionadas simultáneamente en un Top 5, junto con "Thrift Shop" y "Can't Hold Us". 
La canción vendió más de un millón de copias en Estados Unidos para julio de 2013. También alcanzó la posición #1 en las listas de Nueva Zelanda, la #4 en las de Canadá y la #29 en las listas de R&B del Reino Unido.
La canción reemplazó a "Thrift Shop" en la primera posición de las listas musicales de Australia en enero del 2013, convirtiendo a Macklemore en el tercer artista en reemplazar una de sus canciones en la primera posición de las listas musicales de Australia, después de Madonna en 1985 y los Black Eyed Peas en 2009.

### Tablas y certificaciones
| Lista (2012–13)                        | Mejor puesto |
| -------------------------------------- | ------------ |
| Australia (ARIA)                       | 1            |
| Bélgica (Flandes) (Ultratop 50)        | 13           |
| Bélgica (Valonia) (Ultratop 50)        | 26           |
| Canadá (Canadian Hot 100)              | 4            |
| República Checa (Rádio Top 100)        | 65           |
| Francia (SNEP)                         | 25           |
| Irlanda (IRMA)                         | 6            |
| Países Bajos (Dutch Top 40)            | 13           |
| Nueva Zelanda (Recorded Music NZ)      | 1            |
| Reino Unido (UK Singles Chart)         | 9            |
| Reino Unido (UK R&B Chart)             | 1            |
| Reino Unido (UK Indie Chart)           | 1            |
| Estados Unidos (Billboard Hot 100)     | 11           |
| Estados Unidos (Mainstream Top 40)     | 5            |
| Estados Unidos (Hot R&B/Hip-Hop Songs) | 3            |
| Estados Unidos (Hot Rap Songs)         | 2            |
| Estados Unidos (Alternative Airplay)   | 21           |

| País           | Organismo certificador | Certificación       | Ventas alcanzadas | Ref.   |
| -------------- | ---------------------- | ------------------- | ----------------- | ------ |
| Australia      | ARIA                   | 4× Disco de Platino | 280,000           | [ 30 ] |
| Canadá         | CRIA                   | Disco de Oro        | 40,000            | [ 31 ] |
| Nueva Zelanda  | RIANZ                  | 2× Disco de Platino | 30,000            | [ 32 ] |
| Estados Unidos | RIAA                   | Disco de Platino    | 1,000,000         | [ 33 ] |